# A Kind of Magic (chanson)
Pour les articles homonymes, voir A Kind of Magic.
Singles de Queen
One Vision
(1985) Princes of the Universe
(1986)
A Kind of Magic est une chanson du groupe de rock britannique Queen, sortie en single en 1986. Écrite par Roger Taylor, elle est extraite de l'album du même nom qui constitue en grande partie la bande originale du film Highlander de Russell Mulcahy.

## Enregistrement

### Titre
La phrase « a kind of magic » est prononcée par Christophe Lambert dans le film Highlander (« un tour de magie » dans la version française). Cette phrase a tellement impressionné Taylor qu'il en a écrit une chanson, avec des paroles faisant souvent référence au film, comme « there can be only one » (« il ne peut en rester qu'un ») qu'on retrouvera également dans d'autres chansons de l'album ayant servi au film.

### Composition
Roger Taylor a écrit la mélodie et les paroles de la version qui apparaît au générique de fin du film. L'ayant jugée trop instrumentale dans sa première version, Freddie Mercury a ensuite écrit une nouvelle ligne de basse, a ajouté quelques instruments et a modifié l'ordre de la chanson. Mercury et David Richards ont produit cette nouvelle version. La chanson est néanmoins restée attribuée à Taylor : sa version est celle du film et celle de Mercury est celle de l'album.
Au début de la chanson de la version album et single, juste avant la section chantée, on entend la phrase « of what should be » à l'envers et plus tard vers la fin on entend Magic en écho à l'envers.

## Clip vidéo
Le clip a été réalisé par Russell Mulcahy, réalisateur du film Highlander, et mêle personnages réels et dessins animés, dans lequel Mercury, magicien, transforme les trois autres membres de clochards à rockers.
À noter que Brian May n'utilise pas sa fameuse Red Special dans le clip, mais une copie datant de 1984.

## Reprises
Une reprise de cette chanson est utilisée dans le générique de la série d'animation Magic.
La chanson est également présente dans le film Highlander, le retour, jouée sur un juke-box d'un bar.

## Classements et certifications
| Classement (1986)                      | Meilleure place |
| -------------------------------------- | --------------- |
| Allemagne (GfK Entertainment)          | 6               |
| Australie (Kent Music Report)          | 25              |
| Autriche (Ö3 Austria Top 40)           | 12              |
| Belgique (Flandre Ultratop 50 Singles) | 4               |
| Canada (RPM 100 Singles)               | 64              |
| États-Unis (Billboard Hot 100)         | 42              |
| France (SNEP)                          | 5               |
| Irlande (Irish Singles Chart)          | 4               |
| Nouvelle-Zélande (RMNZ)                | 23              |
| Pays-Bas (Single Top 100)              | 5               |
| Royaume-Uni (UK Singles Chart)         | 3               |
| Suisse (Schweizer Hitparade)           | 4               |

| Pays              | Ventes    | Certifications |
| ----------------- | --------- | -------------- |
| Brésil (ABPD)     | 60 000 +  | Platine        |
| Italie (FIMI)     | 35 000 +  | Or             |
| Royaume-Uni (BPI) | 600 000 + | Platine        |

## Crédits
- Freddie Mercury : chant principal, chœurs
- Brian May : guitare électrique
- Roger Taylor : batterie et percussions, synthétiseur et chœurs
- John Deacon : guitare basse
- Spike Edney : claviers